# 모충동
모충동(慕忠洞)은 대한민국 충청북도 청주시 서원구에 있는 동이다. 서원대학교가 위치하고 있다. 동 이름은 모충사(慕忠祠)에서 따온 것이다.

## 교육 시설
- 서원대학교
- 운호고등학교
- 충북여자고등학교
- 청주여자상업고등학교
- 운호중학교
- 충북여자중학교
- 모충초등학교

## 주거

### 아파트
- 한국토지주택공사
  - 청주모충 LH트릴로채 - 2021년 11월 입주 / DL건설

## 역사
- 1897년, 충청북도 청주군 남주내면 화흥리
- 1914년, 충청북도 청주군 사주면 화흥리
- 1935년, 청주읍으로 편입됨.
- 1946년, 청주읍의 시 승격으로 충청북도 청주시 모충동이 됨.
- 1995년, 충청북도 청주시 흥덕구 모충동
- 2014년, 충청북도 청주시 서원구 모충동